# Llista de comtats d'Illinois

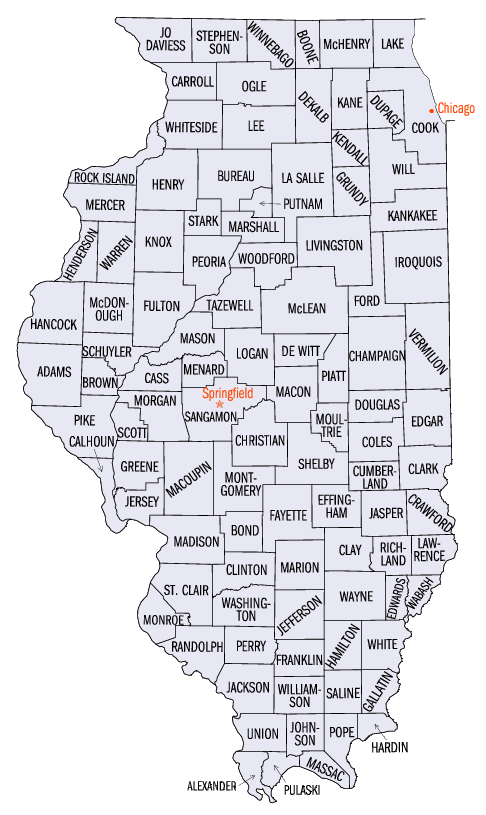
Comtats de Illinois

Aquesta és la llista dels 102 comtats a l'estat d'Illinois.

## Etimologies
Molts comtats de l'estat d'Illinois van rebre els noms dels primers líders americans, especialment de la Guerra d'Independència dels Estats Units, així com soldats de la batalla de Tippecanoe i la Guerra de 1812. Alguns reben els noms dels primers líders d'Illinois. Dos comtats reben el nom de dues tribus de nadius americans, i un altre porta el nom d'una planta utilitzada com a recurs alimentari pels nadius americans.
Tot i que Illinois no ha donat el nom de "Comtat de Lincoln " a cap comtat, en reconeixement del seu fill predilecte Abraham Lincoln, si ho ha fet amb el nom del seu rival polític Stephen A. Douglas, que dona nom al Comtat de Douglas. També té el Comtat de Calhoun, que deu el seu nom a John C. Calhoun, que va defensar obertament els seus punts de vista confederats en els anys que van precedir la Guerra Civil dels Estats Units. Molts comtats reben els nom de sudistes, fet que reflecteix que l'estat va ser originalment part de la colònia de Virgínia, i habitada principalment per sudistes. Cap comtat té el nom de cap heroi del bàndol de la unió durant la guerra civil, principalment perquè gairebé tots els comtats tenien nom abans de la guerra. L'estat, fins i tot, té el Comtat de Lee, que prové del cognom de Robert Lee, el qual va servir un temps a Illinois.

## Llista alfabètica de comtats
Nota: els enllaços de la columna de codis FIPS 10 pels comtats (en català, Estàndards Federals de Processament de la Informació) van dirigits a la pàgina web d'informació de l'Oficina del Cens dels Estats Units.
| Comtat                | Codi FIPS                                 | Seu del comtat | Any d'establiment | Origen                                                | Etimologia | Població  | Superfície | Mapa                  |
| --------------------- | ----------------------------------------- | -------------- | ----------------- | ----------------------------------------------------- | --- | --------- | ---------- | --------------------- |
| Comtat d'Adams        | 001Arxivat 2011-06-06 a Wayback Machine.  | Quincy         | 1825              | A partir del comtat de Pike.                          | Per John Quincy Adams (1767-1848), sisè President dels Estats Units. | 68.277    | 2.220 km²  | Adams                 |
| Comtat d'Alexander    | 003Arxivat 2011-06-06 a Wayback Machine.  | Cairo          | 1819              | Estat de Missouri                                     | Per William M. Alexander, colon i representant de l'estat a l'Assemblea General d'Illinois.                                                                                        | 9.590     | 611 km²    | Comtat d'Alexander    |
| Comtat de Bond        | 005 Arxivat 2015-12-17 a Wayback Machine. | Greenville     | 1817              | A partir dels comtats de Crawford, Edwards i Madison. | Per Shadrach Bond (1773-1832), primer governador d'Illinois. | 17.633    | 984 km²    | Comtat de Bond        |
| Comtat de Boone       | 007 Arxivat 2015-09-05 a Wayback Machine. | Belvidere      | 1837              | A partir del comtat de Winnebago                      | Per Daniel Boone (1734-1820), explorador, militar i pioner de la Wilderness Road a Kentucky.                                                                                       | 41.786    | 728 km²    | Comtat de Boone       |
| Comtat de Brown.      | 009Arxivat 2011-08-06 a Wayback Machine.  | Mount Sterling | 1839              | A partir del comtat de Schuyler                       | Per Jacob Brown (1775-1828), un oficial de l'exèrcit revolucionari americà, responsable de la defensa dels Grans Llacs.                                                            | 6950      | 793 km²    | Comtat de Brown       |
| Comtat de Bureau      | 011Arxivat 2011-06-06 a Wayback Machine.  | Princeton      | 1837              | A partir del comtat de Putnam                         | Per Pierre de Bureo, comerciant de pells francès a l'Amèrica del Nord. | 35.503    | 2.251 km²  | Comtat de Bureau      |
| Comtat de Calhoun     | 013 Arxivat 2016-01-30 a Wayback Machine. | Hardin         | 1825              | A partir del comtat de Pike                           | Per John C. Calhoun (1782-1850), senador de Carolina del Sud i setè vicepresident dels Estats Units.                                                                               | 5.084     | 658 km²    | Comtat de Calhoun     |
| Comtat de Carroll     | 015Arxivat 2011-06-06 a Wayback Machine.  | Mount Carroll  | 1839              | Comtat de Jo Daviess                                  | Charles Carroll de Carrollton (1737-1832), va signar la Declaració d'Independència, en nom de Maryland                                                                             | 16.674    | 1.150 km²  | Comtat de Carroll     |
| Comtat de Cass        | 017 Arxivat 2015-09-05 a Wayback Machine. | Virgínia       | 1837              | Comtat de Morgan                                      | Lewis Cass (1782-1866), segon governador del Territori de Michigan, catorzè Secretari de Guerra dels Estats Units                                                                  | 13.695    | 974 km²    | Comtat de Cass        |
| Comtat de Champaign   | 019Arxivat 2011-06-06 a Wayback Machine.  | Urbana         | 1833              | Comtat de Vermilion                                   | Comtat de Champaign, Ohio | 179.669   | 2.582 km²  | Comtat de Champaign   |
| Comtat de Christian   | 021Arxivat 2011-06-06 a Wayback Machine.  | Taylorville    | 1839              | Comtat de Sangamon                                    | Comtat de Christian, Kentucky | 35.372    | 1.836 km²  | Comtat de Christian   |
| Comtat de Clark       | 023Arxivat 2011-06-06 a Wayback Machine.  | Marshall       | 1819              | Comtat de Crawford                                    | George Rogers Clark (1752-1818), oficial de major rang del Territori Nord-oest durant la Revolució Americana                                                                       | 17.008    | 1.300 km²  | Comtat de Clark       |
| Comtat de Clay        | 025 Arxivat 2016-02-05 a Wayback Machine. | Louisville     | 1824              | Comtats de Wayne, Lawrence, Fayette i Crawford        | Henry Clay (1777-1852), legislador de Kentucky que va negociar el Compromís de Missouri                                                                                            | 14.560    | 1.215 km²  | Comtat de Clay        |
| Comtat de Clinton     | 027 Arxivat 2014-07-14 a Wayback Machine. | Carlyle        | 1824              | Comtats de Washington, Bond i Fayette.                | Per DeWitt Clinton (1769-1828), governador de Nova York, responsable de la construcció del canal Erie.                                                                             | 35.535    | 1.228 km²  | Comtat de Clinton     |
| Comtat de Coles       | 029Arxivat 2011-06-06 a Wayback Machine.  | Charleston     | 1830              | Comtats de Clark i Edgar                              | Edward Coles (1786-1868), segon governador de Illinois, responsable de l'abolició de l'esclavitud a Illinois.                                                                      | 53.196    | 1.316 km²  | Comtat de Coles       |
| Comtat de Cook        | 031Arxivat 2015-07-17 a Wayback Machine.  | Chicago        | 1831              | Comtat de Putnam                                      | Per Daniel Pope Cook (1794-1827), polític i primer Fiscal General d'Illinois. | 5.376.741 | 2.450 km²  | Comtat de Cook        |
| Comtat de Crawford    | 033 Arxivat 2015-09-19 a Wayback Machine. | Robinson       | 1816              | Comtat d'Edwards                                      | William H. Crawford (1772-1834), novè Secretari de Guerra dels Estats Units, setè Secretari del Tresor dels Estats Units.                                                          | 20.452    | 1.150 km²  | Comtat de Crawford    |
| Comtat de Cumberland  | 035 Arxivat 2015-09-05 a Wayback Machine. | Toledo         | 1843              | Comtat de Coles "                                     | En discussió: Cumberland Road, la qual va entrar a formar part del comtat; Cumberland, Maryland; o el Riu Cumberland a Kentucky "                                                  | 11.253    | 896 km²    | Comtat de Cumberland  |
| Comtat de De Witt     | 039 Arxivat 2011-07-09 a Wayback Machine. | Clinton        | 1839              | Comtats de Macon i McLean                             | Per DeWitt Clinton (1769-1828), governador de Nova York, responsable de la construcció del Canal Erie                                                                              | 16.798    | 1.031 km²  | Comtat de De Witt     |
| Comtat de DeKalb      | 037 Arxivat 2011-06-06 a Wayback Machine. | Sycamore       | 1837              | Comtat de Kane                                        | Per Johann de Kalb (1721-1780), soldat alemany de l'exèrcit continental que va lluitar al costat de Gilbert du Motier, marquès de Lafayette                                        | 88.969    | 1.642 km²  | Comtat de DeKalb      |
| Comtat de Douglas     | 041 Arxivat 2011-06-06 a Wayback Machine. | Tuscola        | 1859              | Comtat de Coles                                       | Per Stephen A. Douglas (1813-1861), prominent demòcrata d'Illinois que va participar en els debats amb Abraham Lincoln.                                                            | 19.922    | 1.080 km²  | Comtat de Douglas     |
| Comtat de DuPage      | 043 Arxivat 2011-06-06 a Wayback Machine. | Wheaton        | 1839              | Comtat de Cook                                        | Riu DuPage | 904.161   | 865 km²    | Comtat de DuPage      |
| Comtat d'Edgar        | 045 Arxivat 2011-06-06 a Wayback Machine. | Paris          | 1823              | Comtat de Clark                                       | Per John Edgar (vers 1750-1832), delegat a la legislatura d'Illinois al Territori Nord-oest, alhora que l'home més ric d'Illinois                                                  | 19.704    | 1.616 km²  | Comtat d'Edgar        |
| Comtat d'Edwards      | 047 Arxivat 2011-06-06 a Wayback Machine. | Albion         | 1814              | Comtats de Gallatin i Madison                         | Per Ninian Edwards (1775-1833), tercer governador de l'estat d'Illinois i governador únic del Territori d'Illinois.                                                                | 6.971     | 575 km²    | Comtat d'Edwards      |
| Comtat d'Effingham    | 049 Arxivat 2011-06-06 a Wayback Machine. | Effingham      | 1831              | Comtats de Fayette i Crawford                         | Per Lord Edward Effingham, oficial que va renunciar a l'exèrcit britànic per evitar lluitar contra les col•nies americanes                                                         | 34.264    | 1.241 km²  | Comtat d'Effingham    |
| Comtat de Fayette     | 051 Arxivat 2015-11-17 a Wayback Machine. | Vandalia       | 1821              | Comtats de Bond, Wayne, Clark, Jefferson i Crawford   | Pel Marquès de LaFayette (1757-1834), oficial francès que va ser peça clau en les revolucions francesa i americana                                                                 | 21.802    | 1.854 km²  | Comtat de Fayette     |
| Comtat de Ford        | 053 Arxivat 2011-06-06 a Wayback Machine. | Paxton         | 1859              | Comtat de Kankakee "                                  | Thomas Ford (1800-1850), vuitè governador d'Illinois; va servir durant la Guerra Mormon d'Illinois "                                                                               | 14.241    | 1.259 km²  | Comtat de Ford        |
| Comtat de Franklin    | 055 Arxivat 2011-06-06 a Wayback Machine. | Benton         | 1818              | Comtats de White i Gallatin "                         | Benjamin Franklin (1706-1790), prolific escriptor, inventor i polític; peça clau de la Revolució Americana "                                                                       | 39.018    | 1.067 km²  | Comtat de Franklin    |
| Comtat de Fulton      | 057 Arxivat 2011-06-06 a Wayback Machine. | Lewistown      | 1823              | Comtat de Pike                                        | Per Robert Fulton (1765-1815), inventor del vaixell de vapor | 38.250    | 2.243 km²  | Comtat de Fulton      |
| Comtat de Gallatin    | 059 Arxivat 2011-06-06 a Wayback Machine. | Shawneetown    | 1812              | Comtat de Randolph                                    | Per Albert Gallatin (1761-1849), quart i amb més anys de servei Secretari del Tresor dels Estats Units                                                                             | 6.445     | 839 km²    | Comtat de Gallatin    |
| Comtat de Greene      | 061 Arxivat 2011-06-06 a Wayback Machine. | Carrollton     | 1821              | Comtat de Madison                                     | Per Nathanael Greene (1742-1786), general de divisió de l'exèrcit continental. | 14.761    | 1.406 km²  | Comtat de Greene      |
| Comtat de Grundy      | 063Arxivat 2011-06-06 a Wayback Machine.  | Morris         | 1841              | Comtat de LaSalle                                     | Per Felix Grundy (1777-1840), senador de Tennessee que va servir com a tretzè Fiscal General dels Estats Units.                                                                    | 37.535    | 1.088 km²  | Comtat de Grundy      |
| Comtat de Hamilton    | 065 Arxivat 2011-06-06 a Wayback Machine. | McLeansboro    | 1821              | Comtat de White                                       | Alexander Hamilton (1755-1804), primer Secretari del Tresor dels Estats Units | 8.621     | 1.127 km²  | Comtat de Hamilton    |
| Comtat de Hancock     | 067 Arxivat 2011-06-06 a Wayback Machine. | Carthage       | 1825              | Comtat d'Adams                                        | John Hancock (1737-1793), primer governador de la colònia de Massachusetts i president del Segon Congrés Continental                                                               | 20.121    | 2.059 km²  | Comtat de Hancock     |
| Comtat de Hardin      | 069 Arxivat 2011-06-06 a Wayback Machine. | Elizabethtown  | 1839              | Comtat de Pope                                        | Comtat de Hardin, Kentucky | 4.800     | 461 km²    | Comtat de Hardin      |
| Comtat de Henderson   | 071 Arxivat 2011-06-06 a Wayback Machine. | Oquawka        | 1841              | Comtat de Warren                                      | Comtat de Henderson, Kentucky | 8213      | 982 km²    | Comtat de Henderson   |
| Comtat de Henry       | 073 Arxivat 2011-08-05 a Wayback Machine. | Cambridge      | 1825              | Comtat d'Adams                                        | Patrick Henry | 51.020    | 2.132 km²  | Comtat de Henry       |
| Comtat de Iroquois    | 075 Arxivat 2013-03-05 a Wayback Machine. | Watseka        | 1833              | Comtat de Vermilion                                   | Iroquesos | 31.334    | 2.890 km²  | Comtat de Iroquois    |
| Comtat de Jackson     | 077 Arxivat 2011-06-06 a Wayback Machine. | Murphysboro    | 1816              | Comtat de Comtat de Randolph i Johnson                | Andrew Jackson | 59.612    | 1.523 km²  | Comtat de Jackson     |
| Comtat de Jasper      | 079 Arxivat 2011-06-06 a Wayback Machine. | Newton         | 1831              | Comtats de Clay i Crawford                            | William Jasper | 10.117    | 1.279 km²  | Comtat de Jasper      |
| Comtat de Jefferson   | 081 Arxivat 2011-06-06 a Wayback Machine. | Mount Vernon   | 1819              | Comtats d'Edwards i White                             | Thomas Jefferson | 40.045    | 1.479 km²  | Comtat de Jefferson   |
| Comtat de Jersey      | 083 Arxivat 2011-06-06 a Wayback Machine. | Jerseyville    | 1839              | Comtat de Greene                                      | Estat de Nova Jersey | 21668     | 956 km²    | Comtat de Jersey      |
| Comtat de Jo Daviess  | 085 Arxivat 2011-08-06 a Wayback Machine. | Galena         | 1827              | Comtats d'Henry, Mercer i Putnam                      | Joseph Hamilton Daviess, va dirigir la milicia d'Indiana a la batalla de Tippecanoe                                                                                                | 22.289    | 1.557 km²  | Comtat de Jo Daviess  |
| Comtat de Johnson     | 087 Arxivat 2011-08-06 a Wayback Machine. | Vienna         | 1812              | Comtat de Randolph                                    | Richard Mentor Johnson, novè Vicepresident dels Estats Units | 12.878    | 896 km²    | Comtat de Johnson     |
| Comtat de Kane        | 089Arxivat 2011-06-06 a Wayback Machine.  | Geneva         | 1836              | Comtat de Cook                                        | Elias Kane | 404119    | 1.349 km²  | Comtat de Kane        |
| Comtat de Kankakee    | 091 Arxivat 2011-06-06 a Wayback Machine. | Kankakee       | 1853              | Comtats d'Iroquois i Will                             | Riu Kankakee | 103.833   | 1.756 km²  | Comtat de Kankakee    |
| Comtat de Kendall     | 093 Arxivat 2011-08-18 a Wayback Machine. | Yorkville      | 1841              | Comtats de LaSalle i Kane                             | Amos Kendall | 54.544    | 831 km²    | Comtat de Kendall     |
| Comtat de Knox        | 095 Arxivat 2011-06-06 a Wayback Machine. | Galesburg      | 1825              | Comtat de Fulton                                      | Henry Knox, primer Secretari de Guerra dels Estats Units | 55.836    | 1.854 km²  | Comtat de Knox        |
| Comtat de Lake        | 097 Arxivat 2011-06-29 a Wayback Machine. | Waukegan       | 1839              | Comtat de McHenry                                     | Llacs del comtat | 644.356   | 1.160 km²  | Comtat de Lake        |
| Comtat de LaSalle     | 099 Arxivat 2011-06-06 a Wayback Machine. | Ottawa         | 1831              | Comtat de Putnam "                                    | Sieur de la Salle, explorador francès; senyor de La Salle " | 111.509   | 2.940 km²  | Comtat de LaSalle     |
| Comtat de Lawrence    | 101 Arxivat 2011-08-06 a Wayback Machine. | Lawrenceville  | 1821              | Comtats de Crawford i Edwards                         | James Lawrence, oficial de la Marina dels Estats Units durant la Guerra de 1812 | 15.452    | 963 km²    | Comtat de Lawrence    |
| Comtat de Lee         | 103 Arxivat 2011-06-23 a Wayback Machine. | Dixon          | 1839              | Comtat d'Ogle                                         | Lighthorse Harry Lee, novè governador de Virgínia | 36.062    | 1.878 km²  | Comtat de Lee         |
| Comtat de Livingston  | 105 Arxivat 2011-08-17 a Wayback Machine. | Pontiac        | 1837              | Comtats de LaSalle i McLean "                         | Edward Livingston, prominent juristat i home d'estat; representant al congrés dels estats de Nova York i Louisiana i Secretari d'Estat dels Estats Units "                         | 39.678    | 2.704 km²  | Comtat de Livingston  |
| Comtat de Logan       | 107 Arxivat 2011-08-18 a Wayback Machine. | Lincoln        | 1839              | Comtat de Sangamon                                    | John A. Logan, senador de Illinois | 31.183    | 1.601 km²  | Comtat de Logan       |
| Comtat de Macon       | 115 Arxivat 2011-08-18 a Wayback Machine. | Decatur        | 1829              | Comtat de Shelby                                      | Nathaniel Macon, va ser membre de la Cambra de Representants dels Estats Units | 114.706   | 1.505 km²  | Comtat de Macon       |
| Comtat de Macoupin    | 117 Arxivat 2011-08-19 a Wayback Machine. | Carlinville    | 1829              | Comtat de Greene                                      | Paraula nadiua americana | 49019     | 2.238 km²  | Comtat de Macoupin    |
| Comtat de Madison     | 119 Arxivat 2011-06-07 a Wayback Machine. | Edwardsville   | 1812              | Comtats de St. Clair i Randolph                       | James Madison, quart President dels Estats Units | 258.941   | 1.878 km²  | Comtat de Madison     |
| Comtat de Marion      | 121 Arxivat 2011-06-07 a Wayback Machine. | Salem          | 1823              | Comtats de Fayette i Jefferson                        | Francis Marion, oficial que va servir a l'exèrcit continental durant la Revolució Americana                                                                                        | 41.691    | 1.481 km²) | Comtat de Marion      |
| Comtat de Marshall    | 123 Arxivat 2011-06-07 a Wayback Machine. | Lacon          | 1839              | Comtat de Putnam                                      | John Marshall, jurista i estadista que va servir com a Jutge President dels Estats Units i membre de la Cambra de Representants dels Estats Units                                  | 13.180    | 1.000 km²  | Comtat de Marshall    |
| Comtat de Mason       | 125 Arxivat 2011-06-07 a Wayback Machine. | Havana         | 1841              | Comtats de Tazewell i Menard                          | George Mason, delegat per Virgínia a la Convenció de Filadèlfia | 16.038    | 1.396 km²  | Comtat de Mason       |
| Comtat de Massac      | 127 Arxivat 2011-08-20 a Wayback Machine. | Metropolis     | 1843              | Comtats de Pope i Johnson                             | Fort Massac, un Fort de l'era colonial prop del Riu Ohio | 15.161    | 619 km²    | Comtat de Massac      |
| Comtat de McDonough   | 109 Arxivat 2011-08-21 a Wayback Machine. | Macomb         | 1826              | Comtat de Schuyler                                    | Thomas McDonough, oficial de la Marina dels Estats Units durant la Guerra de 1812                                                                                                  | 32.913    | 1.526 km²  | Comtat de McDonough   |
| Comtat de McHenry     | 111 Arxivat 2011-06-06 a Wayback Machine. | Woodstock      | 1836              | Comtat de Cook                                        | William McHenry, delegat de Convenció Constitucional d'Illinois el 1818 i escollit membre la primera Cambra de Representants d'Illinois                                            | 260.077   | 1.564 km²  | Comtat de McHenry     |
| Comtat de McLean      | 113 Arxivat 2011-06-06 a Wayback Machine. | Bloomington    | 1830              | Comtat de Tazewell                                    | John McLean, jurista i polític que va ser membre del Congrés dels Estats Units, Cap General del Servei Postal dels Estats Units i jutge del Tribunal Suprem dels Estats Units      | 150.433   | 3.067 km²  | Comtat de McLean      |
| Comtat de Menard      | 129 Arxivat 2011-06-07 a Wayback Machine. | Petersburg     | 1839              | Comtat de Sangamon                                    | Pierre Menard, comerciant de pells i polític | 12.486    | 813 km²    | Comtat de Menard      |
| Comtat de Mercer      | 131 Arxivat 2011-06-07 a Wayback Machine. | Aledo          | 1825              | Comtat de Schuyler                                    | Hugh Mercer, físic i soldat britànic, que va servir dins l'exèrcit britànic a la Guerra dels Set Anys i posteriorment a l'exèrcit continental durant la Revolució Americana        | 16.957    | 1.453 km²  | Comtat de Mercer      |
| Comtat de Monroe      | 133 Arxivat 2011-06-07 a Wayback Machine. | Waterloo       | 1816              | Comtats de Randolph i St. Clair                       | James Monroe, cinquè President dels Estats Units | 27.619    | 1.005 km²  | Comtat de Monroe      |
| Comtat de Montgomery  | 135 Arxivat 2011-08-21 a Wayback Machine. | Hillsboro      | 1821              | Comtats de Bond i Madison                             | Richard Montgomery, soldat d'origen irlandès que va servir dins l'exèrcit britànic i posteriorment a l'exèrcit continental durant la Revolució Americana                           | 30.652    | 1.823 km²  | Comtat de Montgomery  |
| Comtat de Morgan      | 137 Arxivat 2011-06-07 a Wayback Machine. | Jacksonville   | 1823              | Comtat de Sangamon                                    | Daniel Morgan, pioner, soldat i membre representant de Virgínia a la Cambra de Representants dels Estats Units                                                                     | 36.616    | 1.474 km²  | Comtat de Morgan      |
| Comtat de Moultrie    | 139 Arxivat 2011-06-07 a Wayback Machine. | Sullivan       | 1843              | Comtats de Shelby i Macon                             | William Moultrie, general de Carolina del Sud durant la Guerra d'Independència dels Estats Units                                                                                   | 14.287    | 870 km²    | Comtat de Moultrie    |
| Comtat d'Ogle         | 141 Arxivat 2011-06-07 a Wayback Machine. | Oregon         | 1836              | Comtat de Jo Daviess                                  | Joseph Ogle, soldat americà | 51.032    | 1.966 km²  | Comtat d'Ogle         |
| Comtat de Peoria      | 143 Arxivat 2011-06-07 a Wayback Machine. | Peoria         | 1825              | Comtat de Fulton                                      | Tribu de nadius americans | 183.433   | 1.606 km²  | Comtat de Peoria      |
| Comtat de Perry       | 145 Arxivat 2011-06-07 a Wayback Machine. | Pinckneyville  | 1827              | Comtats de Randolph i Jackson                         | Oliver Hazard Perry, comandant en cap de les forces navals dels Estats Units durant la Guerra de 1812                                                                              | 23.094    | 1.142 km²  | Comtat de Perry       |
| Comtat de Piatt       | 147 Arxivat 2011-06-07 a Wayback Machine. | Monticello     | 1841              | Comtats de De Witt i Macon                            | John Piatt, va cofundador de la primera linea terrestre de transport de mercaderies entre Cincinnati i Dayton                                                                      | 16.365    | 1.140 km²  | Comtat de Piatt       |
| Comtat de Pike        | 149 Arxivat 2011-06-07 a Wayback Machine. | Pittsfield     | 1821              | Comtats de Madison, Bond i Clark                      | Zebulon Pike, explorador i soldat americà que dona nom a un pic de les rocallosses a Colorado                                                                                      | 17.384    | 2.150 km²  | Comtat de Pike        |
| Comtat de Pope        | 151 Arxivat 2015-12-08 a Wayback Machine. | Golconda       | 1816              | Comtats de Gallatin i Johnson                         | Nathaniel Pope, polític i jurista de l'estat d'Illinois | 4.413     | 961 km²    | Comtat de Pope        |
| Comtat de Pulaski     | 153 Arxivat 2016-02-22 a Wayback Machine. | Mound City     | 1843              | Comtats d'Alexander i Johnson                         | Kazimierz Pulaski, soldat polonès que va participar en la Guerra d'Independència dels Estats Units; anomenat "el pare de la cavalleria americana"                                  | 7.348     | 521 km²    | Comtat de Pulaski     |
| Comtat de Putnam      | 155 Arxivat 2015-09-05 a Wayback Machine. | Hennepin       | 1825              | Comtat de Peoria                                      | Israel Putnam, general de l'exèrcit americà durant la Guerra d'Independència dels Estats Units                                                                                     | 6.086     | 414 km²    | Comtat de Putnam      |
| Comtat de Randolph    | 157Arxivat 2011-06-07 a Wayback Machine.  | Chester        | 1795              | Comtat de St. Clair                                   | Edmund Randolph, setè governador de Virgínia, Secretari d'Estat dels Estats Units i primer Fiscal General dels Estats Units                                                        | 33.893    | 1.497 km²  | Comtat de Randolph    |
| Comtat de Richland    | 159Arxivat 2011-08-26 a Wayback Machine.  | Olney          | 1841              | Comtats de Clay i Lawrence                            | Comtat de Richland, Ohio | 16149     | 932 km²    | Comtat de Richland    |
| Comtat de Rock Island | 161Arxivat 2011-08-22 a Wayback Machine.  | Rock Island    | 1831              | Comtat de Jo Daviess                                  | Rock Island, seu del comtat | 149.374   | 1.106 km²  | Comtat de Rock Island |
| Comtat de Saline      | 165 Arxivat 2015-09-05 a Wayback Machine. | Harrisburg     | 1847              | Comtat de Gallatin                                    | Salt springs dins del comtat | 26.733    | 992 km²    | Comtat de Saline      |
| Comtat de Sangamon    | 167Arxivat 2011-07-14 a Wayback Machine.  | Springfield    | 1821              | Comtats de Madison i Bond                             | Riu Sangamon | 188951    | 2.248 km²  | Comtat de Sangamon    |
| Comtat de Schuyler    | 169Arxivat 2011-06-07 a Wayback Machine.  | Rushville      | 1825              | Comtats de Pike i Fulton                              | Philip Schuyler, general durant Guerra d'Independència dels Estats Units i membre del Senat dels Estats Units                                                                      | 7.189     | 1.132 km²  | Comtat de Schuyler    |
| Comtat de Scott       | 171Arxivat 2011-06-07 a Wayback Machine.  | Winchester     | 1839              | Comtat de Morgan                                      | Familia Scott | 5.537     | 650 km²    | Comtat de Scott       |
| Comtat de Shelby      | 173Arxivat 2011-06-07 a Wayback Machine.  | Shelbyville    | 1827              | Comtat de Fayette                                     | Isaac Shelby, primer i cinquè governador de l'estat de Kentucky. | 22.893    | 1.966 km²  | Comtat de Shelby      |
| Comtat de St. Clair   | 163Arxivat 2011-06-07 a Wayback Machine.  | Belleville     | 1790              | Comtat de originat de dos comtats                     | Arthur St. Clair, soldat i polític que va servir com a Major General a l'exèrcit continental                                                                                       | 256.082   | 1.720 km²  | Comtat de St. Clair   |
| Comtat de Stark       | 175Arxivat 2011-08-23 a Wayback Machine.  | Toulon         | 1839              | Comtats de Knox i Putnam                              | John Stark, general de l'exèrcit continental durant Guerra d'Independència dels Estats Units                                                                                       | 6.332     | 746 km²    | Comtat de Stark       |
| Comtat de Stephenson  | 177 Arxivat 2011-08-06 a Wayback Machine. | Freeport       | 1837              | Comtats de Jo Daviess i Winnebago                     | Benjamin Stephenson, coronel de la militia d'Illinois, va comandar un regiment durant la Guerra de 1812; va ser representant del Territori d'Illinois al Congrés dels Estats Units | 48.979    | 1.461 km²  | Comtat de Stephenson  |
| Comtat de Tazewell    | 179Arxivat 2011-06-07 a Wayback Machine.  | Pekin          | 1827              | Comtat de Sangamon                                    | Littleton Waller Tazewell, membre de la Cambra de Representants dels Estats Units, President pro tempore del Senat dels Estats Units i vint-i-sisè governador de Virgínia          | 128.485   | 1.681 km²  | Comtat de Tazewell    |
| Comtat d'Union        | 181 Arxivat 2011-06-07 a Wayback Machine. | Jonesboro      | 1818              | Comtat de Johnson                                     | Unió federal | 18.293    | 1.077 km²  | Comtat d'Union        |
| Comtat de Vermilion   | 183Arxivat 2011-08-06 a Wayback Machine.  | Danville       | 1826              | Comtats de Clark i Edgar                              | Riu Vermilion | 83.919    | 2.328 km²  | Comtat de Vermilion   |
| Comtat de Wabash      | 185 Arxivat 2014-07-14 a Wayback Machine. | Mount Carmel   | 1824              | Comtat d'Edwards                                      | Riu Wabash | 12.937    | 580 km²    | Comtat de Wabash      |
| Comtat de Warren      | 187Arxivat 2011-06-07 a Wayback Machine.  | Monmouth       | 1825              | Comtat de Schuyler                                    | Joseph Warren, metge i soldat americà que va tenir un paper destacat i va formar part dels líders la revolta de 1776 contra els britànics                                          | 18.735    | 1.406 km²  | Comtat de Warren      |
| Comtat de Washington  | 189Arxivat 2011-09-06 a Wayback Machine.  | Nashville      | 1818              | Comtat de St. Clair                                   | George Washington, primer President dels Estats Units i considerats pels americans el "pare de la pàtria"                                                                          | 15.148    | 1.458 km²  | Comtat de Washington  |
| Comtat de Wayne       | 191Arxivat 2011-06-07 a Wayback Machine.  | Fairfield      | 1819              | Comtat de Edwards                                     | Anthony Wayne, estadista i general de l'exèrcit dels Estats Units durant la guerra d'Independència dels Estats Units.                                                              | 17.151    | 1.849 km²  | Comtat de Wayne       |
| Comtat de White       | 193Arxivat 2011-06-07 a Wayback Machine.  | Carmi          | 1815              | Comtat de Gallatin                                    | Isaac White, coronel de la milicia d'Illinois | 15.371    | 1.282 km²  | Comtat de White       |
| Comtat de Whiteside   | 195 Arxivat 2016-01-11 a Wayback Machine. | Morrison       | 1836              | Comtats de Jo Daviess i Henry                         | Samuel Whiteside, pioner d'Illinois, figura militar i líder polític | 60.653    | 1.774 km²  | Comtat de Whiteside   |
| Comtat de Will        | 197Arxivat 2011-08-06 a Wayback Machine.  | Joliet         | 1836              | Comtats de Cook i Iroquois                            | Conrad Will, home de negocis relacionat amb la producció de sal al sud d'Illinois i polític                                                                                        | 502.266   | 2.168 km²  | Comtat de Will        |
| Comtat de Williamson  | 199 Arxivat 2015-12-29 a Wayback Machine. | Marion         | 1839              | Comtat de Franklin                                    | Hugh Williamson, polític i representant de Carolina del Nord a la Convenció de Filadèlfia.                                                                                         | 61.296    | 1.098 km²  | Comtat de Williamson  |
| Comtat de Winnebago   | 201Arxivat 2011-06-07 a Wayback Machine.  | Rockford       | 1836              | Comtat de Jo Daviess                                  | Tribu de nadius americans | 278.418   | 1.331 km²  | Comtat de Winnebago   |
| Comtat de Woodford    | 203Arxivat 2011-08-21 a Wayback Machine.  | Eureka         | 1841              | Comtats de Tazewell i McLean                          | William Woodford, general de la Revolució Americana. | 35.469    | 1.368 km²  | Comtat de Woodford    |

## Comtats desapareguts
- El Comtat de Dane va canviar el seu nom el 1840 per l'actual nom de Comtat de Christian.
- El Comtat de Knox original, Illinois, es va extingir amb la formació del territori d'Illinois el 1809, o, per ser més exactes, va passar a formar part de l'estat d'Indiana. Actualment, a Illinois, existeix el  Comtat de Knox que es va formar amb posterioritat i no era part de l'original Comtat de Knox.